# Funzione di Carmichael
In matematica, e in particolare nella teoria dei numeri, la funzione di Carmichael {\displaystyle \lambda (n)} è una funzione aritmetica che prende nome dal matematico statunitense Robert Daniel Carmichael (1879-1967).

## Definizione
La funzione di Carmichael associa a ogni intero positivo {\displaystyle n} un intero positivo {\displaystyle \lambda (n)}, definito come il più piccolo intero positivo {\displaystyle m} tale che
{\displaystyle a^{m}\equiv 1{\pmod {n}}}
per ogni intero {\displaystyle a} coprimo con {\displaystyle n.}

## Calcolo della funzione di Carmichael
Sia {\displaystyle n} intero positivo e sia {\displaystyle n=p_{1}^{a_{1}}\cdot \ldots \cdot p_{r}^{a_{r}}} la fattorizzazione in primi di {\displaystyle n}. Si ha:
{\displaystyle \lambda (n)=\operatorname {mcm} {\big (}\lambda (p_{1}^{a_{1}}),\lambda (p_{2}^{a_{2}}),\ldots ,\lambda (p_{k}^{a_{k}}){\big )},}
dove {\displaystyle \operatorname {mcm} } indica il minimo comune multiplo in {\displaystyle \mathbb {Z} }.
Il teorema di Carmicheal indica come calcolare {\displaystyle \lambda (n)} se {\displaystyle n=p^{k},} con {\displaystyle p} primo e {\displaystyle k} intero positivo:
{\displaystyle \lambda (p^{k})={\begin{cases}{\tfrac {1}{2}}\varphi (p^{k})&{\text{se }}p=2{\text{ e }}k\geq 3,\\\varphi (p^{k})&{\text{altrimenti,}}\end{cases}}}
dove {\displaystyle \varphi } è la funzione φ di Eulero che per una potenza di un primo è data da:
{\displaystyle \varphi (p^{k})=p^{k-1}(p-1).}

## Proprietà
Sia {\displaystyle \varphi } la funzione φ di Eulero, si ha che {\displaystyle \lambda (n)} è un divisore di {\displaystyle \varphi (n)}.
Si ha che {\displaystyle \lambda (n)} è l'esponente (minimo comune multiplo degli ordini degli elementi) del gruppo delle unità, ossia del (gruppo moltiplicativo degli elementi invertibili) di {\displaystyle \mathbb {Z} /n\mathbb {Z} }.